# Polskie Towarzystwo Ludoznawcze
Polskie Towarzystwo Ludoznawcze (poprzednio „Towarzystwo Ludoznawcze”) – polskie stowarzyszenie naukowe o profilu antropologicznym, założone 9 lutego 1895 we Lwowie.
W latach 1953-2024 siedziba Zarządu Głównego PTL mieściła się przy Uniwersytecie Wrocławskim. Od 2025 siedziba znajduje się we Wrocławskim Parku Technologicznym (budynek GAMMA).

## Historia
Towarzystwo Ludoznawcze (taką nazwę nosiło do 1945) zostało założone w 1895 we Lwowie. Wśród współzałożycieli byli m.in. Antoni Kalina, Franciszek Rawita-Gawroński i Stefan Ramułt. Początkowo liczyło 64 członków, a pierwszym prezesem towarzystwa był Antoni Kalina (pełnił tę funkcję przez 10 lat). Pierwszy statut towarzystwa określił jego zadania jako „…umiejętne badanie ludu polskiego i sąsiednich oraz rozpowszechnianie zebranych o nim wiadomości”. Członkowie towarzystwa gromadzili różnorodne materiały, m.in. opisy, ilustracje, zapisy muzyczno-wokalne, przygotowywali i rozsyłali kwestionariusze, które miały pomóc w zbieraniu informacji, gromadzili przedmioty do przyszłego muzeum etnograficznego. Po II wojnie światowej towarzystwo wznawiło działalność podczas XXI Walnego Zgromadzenia, które odbyło się w Lublinie w listopadzie 1945. Powołano nowe władze towarzystwa pod przewodnictwem Kazimierza Moszyńskiego, dokonano również zmiany nazwy na Polskie Towarzystwo Ludoznawcze, początkowo z siedzibą w Lublinie (w latach 1952–1953 siedzibą był Poznań, a od 1954 Wrocław). Pierwszy statut towarzystwa powstał w 1947. W 1952 i 1958 wprowadzano do niego zmiany i ostatecznie przeredagowano w 1969. Zgodnie ze statutem celem towarzystwa było pogłębianie i szerzenie wiedzy etnograficznej.
Towarzystwo jest wydawcą czasopisma Lud, najstarsze czasopismo o profilu etnologicznym, które jest wydawane od 1895 r.
Na podstawie uchwał Zarządu Głównego mogły być tworzone oddziały Towarzystwa oraz mogą być powoływane sekcje tematyczne.
Władzami Oddziału są: Walne Zgromadzenie, Zarząd i Komisja Rewizyjna.
| Prezes    | Prezes                                  | Prezes              | Wiceprezes         | Wiceprezes                                                                     | Wiceprezes                    |
| Okres     | Imię i nazwisko                         | Uwagi               | Okres              | Imię i nazwisko                                                                | Uwagi                         |
| --------- | --------------------------------------- | ------------------- | ------------------ | ------------------------------------------------------------------------------ | ----------------------------- |
| 1894–1905 | prof. dr Antoni Kalina                  |                     | 1895–1897          | Adolf Strzelecki                                                               | Sekretarz                     |
| 1894–1905 | prof. dr Antoni Kalina                  | 1897–1905           | Kazimierz Gorzycki | Sekretarz                                                                      |                               |
| 1905–1910 | dr Józef Kallenbach                     |                     | 1905–1916          | prof. dr Wilhelm Bruchnalski                                                   |                               |
| 1910–1914 | prof. dr Adam Antoni Kryński            |                     |                    |                                                                                |                               |
| 1916–1917 | dr Jan Czekanowski                      | p.o.                | 1916–1943          | prof. dr Adam Fisher                                                           | 1916–1917 p.o.                |
| 1917–1926 | prof. dr Wilhelm Bruchnalski            |                     | 1916–1943          | prof. dr Adam Fisher                                                           | 1916–1917 p.o.                |
| 1926–1945 | prof. dr Jan Czekanowski                | ponownie            | 1916–1943          | prof. dr Adam Fisher                                                           | 1916–1917 p.o.                |
| 1926–1945 | prof. dr Jan Czekanowski                | ponownie            | 1943–1945          | vacat                                                                          | vacat                         |
| 1926–1945 | prof. dr Jan Czekanowski                | ponownie            | 1945–1953          | prof. dr Józef Gajek                                                           | 1945–1950 Sekretarz Generalny |
| 1945–1953 | prof. Kazimierz Moszyński               |                     | 1945–1953          | prof. dr Józef Gajek                                                           | 1945–1950 Sekretarz Generalny |
| 1945–1953 | prof. Kazimierz Moszyński               | 1950–1953 Sekretarz | 1945–1953          | prof. dr Józef Gajek                                                           |                               |
| 1953–1956 | prof. dr Józef Gajek                    |                     | 1953–1956          | doc. dr Adolf Nasz                                                             | Sekretarz                     |
| 1956–1961 | prof. dr Tadeusz Seweryn                |                     | 1956–1961          | prof. dr Józef Gajek                                                           | ponownie: Sekretarz Generalny |
| 1961–1964 | prof. dr Jan Czekanowski                | ponownie            | 1961–              |                                                                                |                               |
| 1964–1967 | prof. dr Bolesław Olszewicz             |                     |                    |                                                                                |                               |
| 1967–1976 | prof. dr Kazimiera Zawistowicz-Adamska  |                     |                    |                                                                                |                               |
| 1976      | dr Anna Kutrzeba-Pojnarowa              |                     |                    |                                                                                |                               |
| 1976–1980 | prof. dr Bronisława Kopczyńska-Jaworska |                     |                    |                                                                                |                               |
| 1980–1982 | prof. dr Franciszek Wokroj              |                     |                    |                                                                                |                               |
| 1982–1989 | dr Anna Kowalska-Lewicka                |                     |                    |                                                                                |                               |
| 1989–1990 | prof. dr hab. Janina Hajduk-Nijakowska  |                     |                    |                                                                                |                               |
| 1992–1999 | dr hab. Zygmunt Kłodnicki               | dwukrotnie          | 1992–1996          | dr Anna Kowalska-Lewicka Roman Tubaja                                          |                               |
| 1992–1999 | dr hab. Zygmunt Kłodnicki               | dwukrotnie          | 1996–1999          | prof. dr hab. Bronisława Kopczyńska-Jaworska dr hab. Teresa Smolińska          |                               |
| 1999–2005 | prof. dr hab. Dorota Simonides          | dwukrotnie          | 1999–2002          | prof. dr hab. Bronisława Kopczyńska-Jaworska dr Andrzej Stawarz                |                               |
| 1999–2005 | prof. dr hab. Dorota Simonides          | dwukrotnie          | 2002–2005          | dr Zygmunt Kłodnicki dr hab. Teresa Smolińska dr Andrzej Stawarz               |                               |
| 2005–2019 | prof. dr hab. Michał Buchowski          | trzykrokrotnie      | 2005–2008          | dr Zygmunt Kłodnicki dr Andrzej Stawarz dr Małgorzata Michalska                |                               |
| 2005–2019 | prof. dr hab. Michał Buchowski          | trzykrokrotnie      | 2008–2015          | dr hab. Grażyna Ewa Karpińska dr hab. Teresa Smolińska dr Małgorzata Michalska | dwukrotnie                    |
| 2005–2019 | prof. dr hab. Michał Buchowski          | trzykrokrotnie      | 2015–2019          | dr hab. Grażyna Ewa Karpińska dr hab. Katarzyna Barańska dr Katarzyna Majbroda |                               |
| od 2019   | dr hab. Anna Weronika Brzezińska        | dwukrotnie          | 2019-2023          | dr hab. Anna Engelking dr hab. Katarzyna Majbroda dr Hubert Czachowski         |                               |
| od 2019   | dr hab. Anna Weronika Brzezińska        | dwukrotnie          | 2023-2027          | dr hab. Anna Engeling dr hab. Katarzyna Majbroda                               |                               |

## Cele
Celem Towarzystwa określa Statut przyjęty podczas WZD w Przysusze w 2021 r. 
Celem Towarzystwa jest tworzenie warunków sprzyjających prowadzeniu badań naukowych nad kulturami różnych grup etnicznych i społecznych, podejmowaniu działań w zakresie upowszechniania wyników tych badań, ochronie dóbr kultury oraz wspieraniu rozwoju społeczności lokalnych. Działania Towarzystwa służą jednocześnie kształtowaniu postaw zrozumienia i szacunku dla odmienności kulturowych, a także integrowaniu środowiska etnografów, etnologów, antropologów społecznych i kulturowych, folklorystów, etnomuzykologów oraz przedstawicieli pokrewnych dyscyplin naukowych.

## Władze naczelne Towarzystwa
1. Walne Zgromadzenie Delegatów
2. Zarząd Główny
3. Główna Komisja Rewizyjna
4. Sąd Koleżeński

## Oddziały PTL[7]
1. Oddział śląski (Bytom)
2. Oddział północno-mazowiecki (Ciechanów)
3. Cieszyn
4. Gdańsk
5. Kraków
6. Lublin
7. Łódź
8. Mszana Dolna
9. Opole
10. Poznań
11. Rzeszów
12. Toruń
13. Warszawa
14. Wrocław

## Sekcje tematyczne[8]
Władze sekcji wybierane są na 4 lata. W skład zarządu sekcji wchodzi przewodniczący i co najmniej 2 członków (zastępca przewodniczącego oraz sekretarz sekcji). Sekcje są powoływane na podstawie uchwał Zarządu Głównego. Sekcje spotykają się w ramach corocznych Walnych Zjazdów Delegatów PTL. Organizują panele dyskusyjne, konferencje oraz seminaria, przygotowują i wydają publikacje naukowe, realizują projekty badawcze.

### Sekcja Stroju Ludowego
Została powołana18 maja 2012. Sekcja pozwala na wymianę poglądów i doświadczeń w zakresie badań nad strojami ludowymi, zdobnictwem, rekonstrukcją i inspiracjami. Popularyzuje ten temat w środowiskach naukowych i pozanaukowych. Sekcja organizuje konferencji i seminaria i wizyty studyjne w muzeach, które mają w zbiorach kolekcje strojów ludowych. Osoby należące do sekcji wspierają projekty związane ze strojami ludowymi realizowane w placówkach muzealnych i instytucjach kultury, sporządzają bibliografię stroju ludowego w Polsce, prowadzą stronę internetową zawierającą m.in. materiały ilustracyjne z Dzieł wszystkich Oskara Kolberga i Atlasu Polskich Strojów Ludowych oraz treści z badań terenowych Polskiego Atlasu Etnograficznego, sprawują nadzór merytoryczny nad stroną strojeludowe.net.
Z okazji dziesięciolecia sekcji wraz ze Stowarzyszeniem Wilamowianie zorganizowano konferencję pod hasłem Strój w pamięci – pamięć o stroju. Badania nad ubiorem z perspektywy memory studies (30 czerwca–2 lipca 2022 w Wilamowicach). Wystąpili badacze i badaczki z Polski i Czech. W ramach Narodowego Programu Rozwoju Humanistyki w latach 2020–2022 sekcja zainicjowała opracowanie Słownika terminologicznego strojów ludowych.

### Sekcja Metodologiczna
Ukonstytuowała się 11 lutego 2014. Celem sekcji jest stworzenie forum dla wymiany doświadczeń w zakresie metodologii i teorii antropologicznej, by upowszechniać wiedzę w gremiach naukowych i pozanaukowych, podkreślać rolę metodologii w refleksji teoretycznej i w badaniach terenowych, wypracować metody i narzędzia badawcze, poznać i opisać nowe lub dotąd niewystarczająco opracowane zjawiska społeczno-kulturowe.
Sekcja zorganizowała sesje tematyczne, m.in.:
- Antropologiczne konteksty krytyki kulturowej w ramach konferencji naukowej PTL pod hasłem Jaka refleksja o kulturze jest dzisiaj potrzebna Europie? Wyzwania, dylematy, perspektywy, Wrocław, 22–23 września 2016[19];
- Mapowanie postmodernizmu w polskiej antropologii społeczno-kulturowej w ramach konferencji naukowej PTL zorganizowanej w 200. rocznicę urodzin Floriana Ceynowy pod hasłem Regiony i regionalizmy w perspektywie antropologii kulturowej. Między pasją a metodą, Gniewino, 22–23 czerwca 2017[20];
- Antropologie „aktualnego”. Metody, zjawiska, perspektywy, aksjologie w ramach konferencji naukowej PTL pod hasłem Etnografie współczesności: obszary, metody, perspektywy, Łódź, 20–21 września 2018[21];
- Etnografia transrelacyjna. Poznanie i praxis w świecie więcej-niż-ludzkim – konferencja online, Wrocław, 19–20 października 2020[22][23];
- Krakowska konferencja etnograficzna. Metodologie, praktyki, teorie – konferencja naukowa w 95. rocznicę powstania Komisji Etnograficznej PAU, online, 21–22 listopada 2021[24];
- Wyzwania metodologiczne i epistemologiczne pułapki antropologicznych badań w przestrzeniach miejskich i małomiasteczkowych w aktualnych kontekstach społeczno-kulturowych, materialnych, ekonomicznych, technologicznych i środowiskowych w ramach konferencji naukowej PTL pod hasłem Miasteczko – Sztetl – Städtchen. Wokół konstruowania „wielokulturowości” i „lokalnego dziedzictwa”, Przysucha, 23–24 września 2021[25].

W 2016 przeprowadzono ankietę Etnografia – etnologia – antropologia kulturowa dzisiaj. Cele, zakresy i praktyki badawcze, wyzwania na przyszłość autorstwa Katarzyny Majbrody i Wojciecha Piaska. Skierowano ją do folklorystów, etnografów i antropologów. Wyniki opublikowano w czasopiśmie „Lud”.

### Sekcja Muzeologiczna
Powstała 11 lutego 2014 w celu refleksji i wspierania badań nad polskimi muzeami oraz teorii i badań muzeologicznych, wymiany doświadczeń i wiedzy na temat działalności muzeów etnograficznych, regionalnych i z zakresu badań nad kulturą, wydawania opinii, tworzenia raportów, upowszechniania wiedzy o problematyce muzeologicznej w środowiskach naukowych i pozanaukowych, jak również pomocy w realizacji projektów z zakresu muzealnictwa, muzeologii i antropologii muzeum oraz wspieranie działań wydawniczych.
Od 2014 w formie online ukazuje się rocznik „Zbiór Wiadomości do Antropologii Muzealnej”.

### Sekcja Folklorystyczna
Powołana 18 września 2014, podejmuje inicjatywy w zakresie badań naukowych dotyczących dawnych i współczesnych form folkloru oraz niematerialnego dziedzictwa kulturowego. W ramach działalności Sekcji organizowane są konferencje naukowe, seminaria i panele dyskusyjne, pisane wnioski o granty badawcze, przygotowywane publikacje naukowe.

### Sekcja Antropologii Historii
Działała w latach 2015–2019. W 2020 na wniosek zarządu sekcji Zarząd Główny PTL zwiesił jej działalność.

### Sekcja Studiów Azjatyckich
Powstała 29 czerwca 2016. Celem jej działalności jest szerzenie wiedzy o kulturze Azji, organizacja i udział w wydarzeniach naukowych, prowadzenie badań w tematyce azjatyckiej.

### Sekcja Studiów nad Dziedzictwem i Pamięcią Kulturową
Powstała w 2017. Promuje nowe możliwości badań nad dziedzictwem i pamięcią kulturową, wspiera badania artefaktów i przejawów materialnego i niematerialnego dziedzictwa kulturowego, jak również relacji między nimi, badani dziedzictwa i pamięci kulturowej większościowych i mniejszościowych społeczności. Opracowuje metodologię badań w tej dziedzinie, śledzi i reaguje na paradoksy i przekłamania w zakresie dziedzictwa i pamięci kulturowej. Zajmuje się też studiami performatywnymi nad dziedzictwem i pamięcią kulturową, szansami, jakie dają w tej dziedzinie nowe media, jak również działaniami w zakresie humanistyki cyfrowej.
Sekcja przygotowała seminaria naukowe: Nowe praktyki w obszarze dziedzictwa i pamięci kulturowej. Polityka, edukacja, animacja (Katowice, 27 maja 2019) oraz Nowe projekty badawcze i organizacyjne w obszarze dziedzictwa kulturowego (Warszawa, 6 lutego 2020).
W sekcji działają m.in. Ewa Kocój (od 2017 jej przewodnicząca) i Przemysław Adamczewski.

### Sekcja Ukrainoznawcza
Powstała 1 czerwca 2018. Służy wymianie informacji i doświadczeń w zakresie antropologii, etnologii, etnografii, folklorystyki i historii Ukrainy i jej kręgu kulturowego. Podejmuje badania w tym zakresie, w Polsce i za granicą upowszechnia wiedzę o ukraińskim kręgu kulturowym, wspiera budowanie obrazu ukraińskiej kultury w powszechnym odbiorze społecznym, działa na rzecz krzewienia postawy tolerancji i współpracy.

### Sekcja Antropologii Jedzenia
Powołana 19 lutego 2019 jako efekt rozkwitu badawczego podejścia do jedzenia i konsumpcji. Osoby działające w sekcji zajmują się związkami jedzenia z tożsamościami (etniczną, klasową, narodową, regionalną, …) i stylami życia, dziedzictwem kulinarnym, problemami i przemianami wiejskiej kultury kulinarnej, kwestią zależności pożywienia a sacrum oraz obrzędowości. Badają polityczność produkcji i konsumpcji jedzenia, analizują turystykę kulinarną.
Podczas dorocznych zjazdów PTL sekcja zorganizowała panele:
- Wiele kultur, wiele kuchni. Antropologia jedzenia polskich miast, miasteczek i ich okolic na konferencji Miasteczko – Sztetl – Städtchen wokół konstruowania „wielokulturowości” i „lokalnego dziedzictwa” (Przysucha, 24–25 września 2021)[32];
- Kultura tradycyjna jako doświadczenie i wyzwanie badawcze na konferencji pod hasłem Kultura tradycyjna jako doświadczenie i wyzwanie badawcze (Bytom, 22–25 września 2022)[33].

## Jednostki podległe Polskiemu Towarzystwu Ludoznawczemu

### Portal ETNOznawcy.pl
Portal ETNOznawcy to stworzona przez członkinie i członków Polskiego Towarzystwa Ludoznawczego internetowa baza danych biograficznych dotyczących polskich badaczek i badaczy działających na rzecz naukowego poznania, dokumentacji i zachowania materialnego i niematerialnego dziedzictwa kulturowego. Portal zawiera ponad 200 biogramów zmarłych etnologów, mapy z lokalizacją miejsc ich pochówku oraz bogatą ikonografię. Wyposażony jest w zintegrowaną zaawansowaną wyszukiwarkę danych. Uzupełnieniem portalu są filmy, webinary oraz informacje zawarte na blogu.

### Pracownia Edukacji Otwierającej
Projektem zainicjowanym w grudniu 2018 kieruje Katarzyna Majbroda. Celem jest propagowanie otwartości edukacji w przestrzeni publicznej w obszarze edukacji międzykulturowej, wielokulturowej, genderowej, obywatelskiej, regionalnej, emancypacyjnej, równościowej, antydyskryminacyjnej. Działania obejmują rozwijanie programu nauczania w szkołach o treści spójne z celami pracowni, badanie polityki edukacyjnej w Polsce i wpływ na jej kształt, publikację tekstów o tematyce edukacyjnej, organizację paneli dyskusyjnych, konferencji i warsztatów, edukację regionalną oraz wspieranie lokalnych przedsięwzięć umacniających więzi społeczne. Pracownia jest szczególnie aktywna w trzech obszarach: edukacja równościowa przeciwko dyskryminacji i wkluczeniom, edukacja regionalna w zakresie kultur tradycyjnych i dziedzictwa kulturowego oraz animacja w celu wzmacniania twórczości i sprawczości społeczności lokalnych.

## Działalność wydawnicza

### Czasopisma naukowe[38]
1. „Lud”, rocznik, wydawany od 1895
2. „Literatura Ludowa”, dwumiesięcznik, wydawany od 1957
3. „Łódzkie Studia Etnograficzne”, rocznik, wydawany od 1959
4. „Zbiór Wiadomości do Antropologii Muzealnej”, rocznik, wydawany od 2014

### Serie wydawnicze[39]
1. Prace i Materiały Etnograficzne (PMiE) – wydawany od 1934
2. Prace Etnologiczne (PE) – wydawane od 1947
3. Atlas Polskich Strojów Ludowych (APSL) – wydawana od 1949
4. Archiwum Etnograficzne (AE) – wydawane od 1951
5. Kultury Popularne Świata (KPŚ) – wydawana od 1958
6. Biblioteka Zesłańca (BZ) – wydawane od 1991
7. Komentarze do Polskiego Atlasu Etnograficznego (KPAE) – wydawane od 1993
8. Biblioteka Literatury Ludowej (BLL) – wydawana od 1995
9. Dziedzictwo Kulturowe (DK) – wydawane od 1995

## Członkowie PTL
Członkowie honorowi PTL
- Jan Karłowicz (1896)
- Włodzimierz Dzieduszycki (1896)
- Antoni Kalina (1905)
- Aleksander Brückner (1925)
- Lubor Niederle (1925)
- Seweryn Udziela (1925)
- Józefa Kobylińska (2017)

Przedwojenni członkowie towarzystwa
- Antoni Kalina
- Franciszek Rawita-Gawroński
- Benedykt Dybowski
- Władysław Łoziński
- Mieczysław Sołtys